# Tuệ phi
Tuệ phi Bác Nhĩ Tế Cát Đặc thị (chữ Hán: 慧妃博爾濟吉特氏; ? - 1670), Khoa Nhĩ Thấm Mông Cổ xuất thân, một người cháu của Hiếu Trang Văn hoàng hậu và là một trong những phi tần đầu tiên của Thanh Thánh Tổ Khang Hi Đế trong lịch sử Trung Quốc.

## Tiểu sử

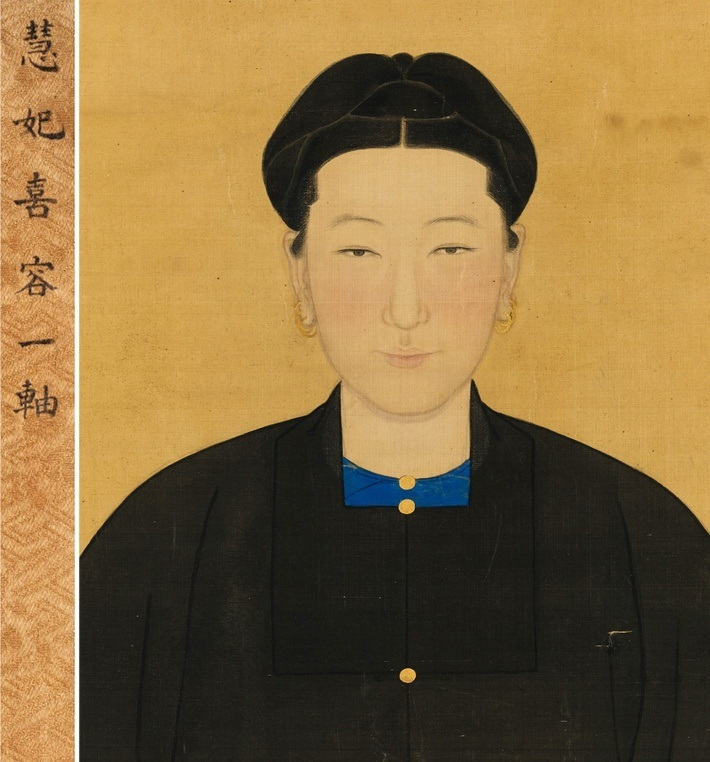
Tuệ phi Bác Nhĩ Tế Cát Đặc thị

Xuất thân Bác Nhĩ Tế Cát Đặc thị của Khoa Nhĩ Thấm, Tuệ phi là con gái của Tam đẳng công Đài cát là A Úc Tích (阿郁錫) - con trai của đường thúc Ngạch Đức (额德) của Hiếu Trang Thái hoàng thái hậu. Theo vai vế, bà gọi Thái hoàng thái hậu là biểu cô, do cha bà A Úc Tích là biểu đệ của Thái hoàng thái hậu. Bên cạnh đó, Tuệ phi cũng thuộc hàng biểu cô của Khang Hi Đế và cũng là thân thuộc của Hiếu Huệ Chương hoàng hậu, khi ấy đang là Hoàng thái hậu.
Sử sách không ghi bà nhập cung khi nào, Thanh hoàng thất tứ phổ (清宗室四譜) ghi lại: ["Tuệ phi tự ấu đãi niên cung trung"; 慧妃自幼待年宫中], điều này cho thấy Tuệ phi có lẽ chính là một trường hợp con dâu được nuôi ngay từ nhỏ rất phổ biến vào lúc ấy, Hán ngữ gọi là [Đồng dưỡng tức; 童養媳]. Nhưng theo hồ sơ Nội đình, vào tháng 9 (ÂL) năm Khang Hi thứ 8 (1669) đã có ý chỉ triệu bà vào cung, trên đường cấp đãi ngộ Tiểu Phúc tấn (小福晋), đến tháng 11 cùng năm đã chính thức đến cung, thăng đãi ngộ Phúc tấn (福晋).
Năm Khang Hi thứ 9 (1670), ngày 12 tháng 4 (tức ngày 30 tháng 5 dương lịch) thì bà qua đời, không rõ bao nhiêu tuổi. Nếu bà bằng tuổi Khang Hi Đế thì lúc đó chỉ mới 16 tuổi mà thôi, không kịp sinh con cái gì vì bà với Khang Hi Đế chưa chính thức thành hôn. Ngày 8 tháng 5 (ÂL) cùng năm, Khang Hi Đế chỉ dụ bộ Lễ, truy tặng bà làm [Tuệ phi]. Chỉ dụ nói:
- 諭禮部、博爾濟金氏、乃科爾沁冰圖郡王額濟音之親叔額德台吉之子三等台吉阿鬱錫之女。選進宮中待年。方欲冊封。今遽爾長逝。朕心深切軫悼。宜追封為妃。其封號、及應行禮儀。爾部即察例議奏。尋允禮部議。追封為慧妃.
- Dụ Lễ bộ: Bác Nhĩ Tế Kim thị, là con gái của Tam đẳng Đài cát A Úc Tích, con trai của Ngạch Đức Đài cát, chú ruột của Băng Đồ Quận vương Ngạch Tế Âm thuộc Khoa Nhĩ Thấm. Tuyển tiến cung trung nhưng chưa kịp sách phong, đã rồi hoăng thệ. Trẫm thực tâm đau thương, nghĩ nên truy phong tước Phi. Còn như phong hiệu và lễ nghi nên tiến hành, sai các Bộ tra điển phạm rồi nghị tấu. Nay thuận theo Lễ bộ nghị, truy phong làm Tuệ phi.

Khi Tuệ phi mất, Khang Hi Đế lệnh nghỉ triều 3 ngày, tông thất trở lên trong 3 ngày để tang đồ trắng, cung nhân trong cung của Tuệ phi cắt bím tóc, thành phục để tang 27 ngày. Lại định; thân vương, công chúa, quan lại nhất phẩm đến tham bái chịu tang. Năm Khang Hi thứ 20 (1681), Cảnh lăng của Khang Hi Đế xây cất xong, Tuệ phi được đưa vào an táng trong Phi viên tẩm, là vị tần phi nhập táng Cảnh lăng sớm nhất.

## Hậu cung bài tự
Căn cứ 《Khâm định đại thanh hội điển tắc lệ》cuốn 42, hậu phi bài vị trình tự ghi lại:
- Ôn Hi Quý phi
- Tuệ phi, Huệ phi, Nghi phi, Vinh phi, Bình phi, Lương phi, Tuyên phi, Thành phi, Thuận Ý Mật phi, Thuần Dụ Cần phi, Định phi.